# Björn Schlicke
Björn Schlicke (Erlangen, 23 giugno 1981) è un dirigente sportivo, allenatore di calcio ed ex calciatore tedesco, di ruolo difensore.

## Palmarès

### Club

#### Competizioni nazionali
- Coppa di Lega tedesca: 1

Amburgo: 2003